# DVB-SH
El DVB-SH (Digital Video Broadcasting - Satellite services to Handhelds) és un estàndard híbrid que combina senyal terrestre i de satèl·lit per a la radiodifusió de TV mòbil. És l'evolució tecnològica del DVB-H. Aquest sistema està dissenyat per operar en la Banda de freqüència S (entorn dels 2 GHz).

## Introducció

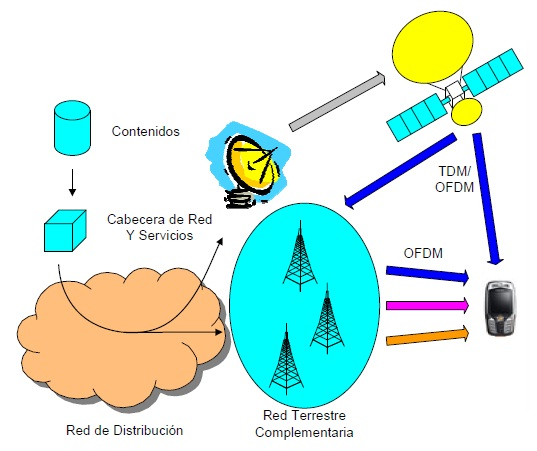
Esquema DVB-SH

En els últims anys s'ha revelat que hi ha un gran interès per part dels consumidors en els serveis de televisió per a dispositius mòbils. L'estàndard de TDT per a dispositius mòbil és conegut com el DVB-H. Aquest va ser dissenyat per a treballar en la banda UHF (entre 470 i 862 MHz) i proporciona capacitats de 5 a 10 Mb/s. Manté la capa física del DVB-T i afegeix nous elements en la capa d'enllaç. D'aquesta manera, fa possible la reutilització de la infraestructura de la xarxa (transmissors, multiplexors, etc.). A més, s'afegeixen diferents tècniques per millorar el consum de potència dels dispositius i la robustesa del sistema. Tot i que el DVB-H suposa un avenç molt significatiu, presenta el problema que es disposa de poques freqüències d'aquest tipus a nivell europeu. Un altre problema que presenta és que es necessita desplegar una gran quantitat d'infraestructura de xarxa necessària per proporcionar nivells acceptables de cobertura, sobretot en aquells llocs on no hi ha població. En aquest context, l'evolució de l'estàndard DVB-H, anomenat DVB-SH, està generant gran interès per crear un mercat europeu de serveis de TV mòbil. Les dues principals característiques són dos: Una arquitectura terrestre/satèl·lit, augmentant la cobertura del servei; i la transmissió en banda S, la qual està disponible a nivell europeu.

## Descripció de l'estàndard

### Tipus d'Arquitectura
La presència de dos capes físiques (la terrestre i la satèl·lit), augmenta les possibilitats de configuració del sistema. Segons la modulació dels senyals transmesos se'ns presenta dos arquitectures diferents: SH-A i SH-B.

#### Arquitectura SH-A
Tant la component terrestre com la component del satèl·lit utilitzen modulació COFDM (Coded Ortogonal Frequency Division Modulation). Aquest tipus de modulació soluciona el problema multicamí (multipath), en què un mateix símbol es rep diverses vegades amb un petit retard degut a rebots. Aquest tipus de modulació en els dos emissors, possibilita la creació de Xarxes de freqüència única (SFN). D'aquesta manera s'eleva l'eficiència espectral, però per contra, s'imposa que el senyal transmès per la component terrestre sigui idèntic al transmès per la component del satèl·lit. Per aquest motiu es permet la possibilitat d'implementar xarxes de freqüència múltiple (MFN), en les que la component terrestre i la satèl·lit transmeten en canals diferents però amb la mateixa modulació.

#### Arquitectura SH-B
En aquest cas la component terrestre segueix utilitzant COFDM, però la component del satèl·lit utilitza TDM (Time Division Multiplexing). Aquí és necessari que les dues components transmetin en diferent freqüència perquè no s'interfereixin entre elles. Això provoca que no es puguin crear xarxes SFM, però per una altra banda, millora el rendiment de la transmissió del satèl·lit, ja que el TDM funciona millor per a aquest tipus de transmissions.

### Característiques Tècniques
- Modulació: OFDM (QPSK, 16QAM), TMD (QPSK, 8PSK, 16PSK).
- Banda: UHF i Banda S.
- Amplada de banda:: 1,7MHz, 5MHz, 6MHz, 7MHz o 8MHz.
- Mida FFT: 1k, 2k, 4k y 8k
- Interval de Guarda: 1/32 1/16 1/8 1/4
- Màxim Bitrate: 17,2 Mbit/s